# Wilfesche
Wilfesche ist ein Ortsteil in der Gemeinde Schalksmühle im Märkischen Kreis im Regierungsbezirk Arnsberg in Nordrhein-Westfalen (Deutschland).

## Lage und Beschreibung
Der Wohnplatz befindet sich bei dem Gewerbegebiet Ramsloh nahe der Stadtgrenze zu Hagen. 
Weitere Nachbarorte auf dem Schalksmühler Gemeindegebiet sind Everinghauserheide, Felde, Berkey, Siepen, Ramsloh, Westhöhe, Spormecke, Davidshöhe, Harrenscheid, Holthausen, Muhle, Muhlerhagen, Kämpershof, Kuhlenhagen, Waldesruh und Stallhausen sowie Lindenteich und Muhler Ölmühle auf Hagener Stadtgebiet.
Bei Wilfesche entspringt der gleichnamige Bach Wilfesche, ein Zufluss der Sterbecke.

## Geschichte
Wilfesche gehörte bis zum 19. Jahrhundert der Midder Bauerschaft des Kirchspiels Hülscheid an und war 1839 Teil der Gemeinde Hülscheid in der Bürgermeisterei Halver im Kreis Altena. Der laut der Ortschafts- und Entfernungs-Tabelle des Regierungs-Bezirks Arnsberg unter dem Namen Wilfesche als Kotten kategorisierte Ort besaß 1839 ein Wohnhaus. Zu dieser Zeit lebten sieben Einwohner im Ort, allesamt evangelischen Bekenntnisses.
1844 wurde die Gemeinde Hülscheid mit Wilfesche von dem Amt Halver abgespaltet und dem neu gegründeten Amt Lüdenscheid zugewiesen.
Der Ort ist auf der Preußischen Uraufnahme von 1840 als Heide verzeichnet. Auch auf der Preußischen Neuaufnahme von 1892 und den Nachfolgeausgaben ist der Ort auf Messtischblättern der TK25 als Wilfesche, ab Beginn des 21. Jahrhunderts als Wilfesche beschriftet.
Die Gemeinde- und Gutbezirksstatistik der Provinz Westfalen führt 1871 den Ort als Kotten unter dem Namen Wilfesche mit einem Wohnhaus und sechs Einwohnern auf.  Das Gemeindelexikon für die Provinz Westfalen gibt 1885 für Wilfesche eine Zahl von zehn Einwohnern an, die in einem Wohnhaus lebten. 1895 besitzt der Ort ein Wohnhaus mit neun Einwohnern, 1905 werden ein Wohnhaus und acht Einwohner angegeben.
1969 wurden die Gemeinden Hülscheid und Schalksmühle zur amtsfreien Großgemeinde (Einheitsgemeinde) Schalksmühle im Kreis Altena zusammengeschlossen und Wilfesche gehört seitdem politisch zu Schalksmühle, das 1975 auf Grund des Sauerland/Paderborn-Gesetzes Teil des neu geschaffenen Märkischen Kreises wurde.
In den 1970er Jahren begann die Erschließung des Gewerbegebiets Ramsloh im Bereich des Orts.